# آبه رزنتال
آبه رُزنتال (انگلیسی: Abe Rosenthal; زاده ۱۲ اکتبر ۱۹۲۱ – درگذشته فوریه ۱۹۸۶) بازیکن فوتبال اهل انگلستان بود.

## باشگاهی
از باشگاه‌هایی که در آن بازی کرده‌است می‌توان به باشگاه فوتبال برادفورد سیتی، باشگاه فوتبال ترانمره راورز و باشگاه فوتبال لیورپول اشاره کرد.